# Dymitr Starszy Olgierdowic
Dymitr Starszy Olgierdowic (Dymitr Briański, Dymitr Trubetsky, Dymitr Trubecki, Źmicier Briański, Źmicier Trubiacki, Дзьмітры Бранскі, Дзьмітры Трубяцкі, Дзьмітры Альгердавіч, Дмитро Ольгердович, Дмитро Трубецький; zm. 12 lub 16 sierpnia 1399 w bitwie nad Worsklą) – wielki książę trubecki 1357 – 1379, briański 1357 – 1379, 1390–1399, starodubowski 1383, 87 lub 88 – 1397, książę drucki i perejasławski 1379–1388 z dynastii Giedyminowiczów; protoplasta rodu książąt Trubeckich; w 1357 r. przyjął chrzest rzymskokatolicki.

## Życiorys
Był synem Olgierda, wielkiego księcia litewskiego, i księżniczki Anny Iwanowny Druckiej (urodzonej po 1327 r.). 
Według wpisu do Synodyka lubeckiego poślubił niewiadomego pochodzenia Annę. Z tego małżeństwa pochodziło sześcioro dzieci:
- Gleb Briański (przed 1360 - po 1393),
- Iwan Kindir (zm. 1399),
- Michał Trubecki - protoplasta kniaziów Trubeckich,
- Siemion Drucki (zm. po 1422),
- Aleksandra Drucka (ok. 1380–1426) - żona Andrzeja Holszańskiego,
- córka nieznana z imienia - żona Iwana Giedrojcia.

Dymitr poległ w bitwie nad Worsklą.

## Drzewo genealogiczne
| 4. Giedymin (ur. około 1275, zm. w grudniu 1341 pod Wieloną nad Niemnem) - wielki książę litewski panujący w latach 1316–1341 |  |                                                                                        |  |  |                               |
| |  | 2. Olgierd Giedyminowic (ur. ok. 1296 lub ok. 1304, zm. 1377) – wielki książę litewski |  |  |                               |
| 5. Jewna (zm. około 1344) |  |                                                                                        |  |  |                               |
| |  |                                                                                        |  |  | 1. Dymitr Starszy Olgierdowic |
| 6. NN |  |                                                                                        |  |  |                               |
| |  | 3. Anna (zm. przed 1350)                                                               |  |  |                               |
| 7. NN |  |                                                                                        |  |  |                               |
| |  |                                                                                        |  |  |                               |